# Armando Sá
Armando Miguel Correia de Sá, född 16 september 1975 i Maputo, är en moçambikisk före detta fotbollsspelare. Han var försvarare och spelade bland annat i SL Benfica, Villarreal CF och RCD Espanyol.